# Матю Нийл
Матю Нийл (на английски: Matthew Kneale) е английски писател, автор на произведения в жанровете сатира, исторически и съвременен роман.

## Биография и творчество
Матю Нийл е роден на 24 ноември 1960 г. в Лондон, Англия. Баща му е сценаристът Найджъл Нийл, а майка му – детската писателка Джудит Кер. След гимназията завършва с бакалавърска степен „Съвременна история“ в Магдален Колидж на Оксфордския университет, като пътува много по света.
След дипломирането си през 1982-1983 г. прекарва година в Япония, където преподава английски език; там започва да пише разкази.
След завръщането си от Япония пише първия си роман „Whore Banquets“, който е публикуван през 1987 г. Удостоен е с наградите „Съмърсет Моъм“ и „Бети Трак“. Живее година в Италия и пише втория си роман „Inside Roses Kingdom“. През 1990 г. се премества в Оксфорд и преподава модерна история в Оксфордския университет. Там пише романите си „Sweet Thames“ и „Английски пасажери“.
Романът му „Английски пасажери“ е публикуван през 2000 г. Действието му се развива през 1857 г. Главният герой е контрабандист на ром от остров Ман и, притиснат от властите, се принуждава да предложи кораба си за превоз на пасажери, като единствените пасажери са двама ексцентрични англичани – преподобният Джефри Уилсън и д-р Томас Потър, предприели пътуване до остров Тасмания. Сблъсъкът с местните аборигени, защитаващи собствената си идентичност, води до приключения, разказани с много хумор и исторически детайл. Романът е удостоен с наградата „Уитбрейд“ и други отличия.
Новелата му „Powder“ от 2006 г. е екранизирана във френския филм „Une pure affaire“ с участието на Франсоа Дамиенс, Паскал Арбило и Лоран Лафит.
През септември 2000 г. се жени за канадката Шанън Ръсел, с която се преместват да живеят в Италия. Имат 2 деца – Александър и Татяна. Матю Нийл живее със семейството си в Рим.

## Произведения

### Самостоятелни романи
- Whore Banquets (1987) – награда „Съмърсет Моъм“
- Inside Roses Kingdom (1989)
- Sweet Thames (1992) – награда „Джон Лъвелин Рис“
- English Passengers (2000) – награда „Уитбрейд“
Английски пасажери, изд.: „Сиела“, София (2013), прев. Росица Тодорова
- Mr. Foreigner (2002) – преработено издание на „Whore Banquets“
- When We Were Romans (2007)

### Новели
- Powder (2006)

### Сборници
- Small Crimes in an Age of Abundance (2005) – 12 разказа

### Документалистика
- An Atheist's History of Belief (2013)
- A History of Rome in Seven Sackings (2017)

### Екранизации
- 2011 Une pure affaire – по „Powder“